# 巴列濟諾區

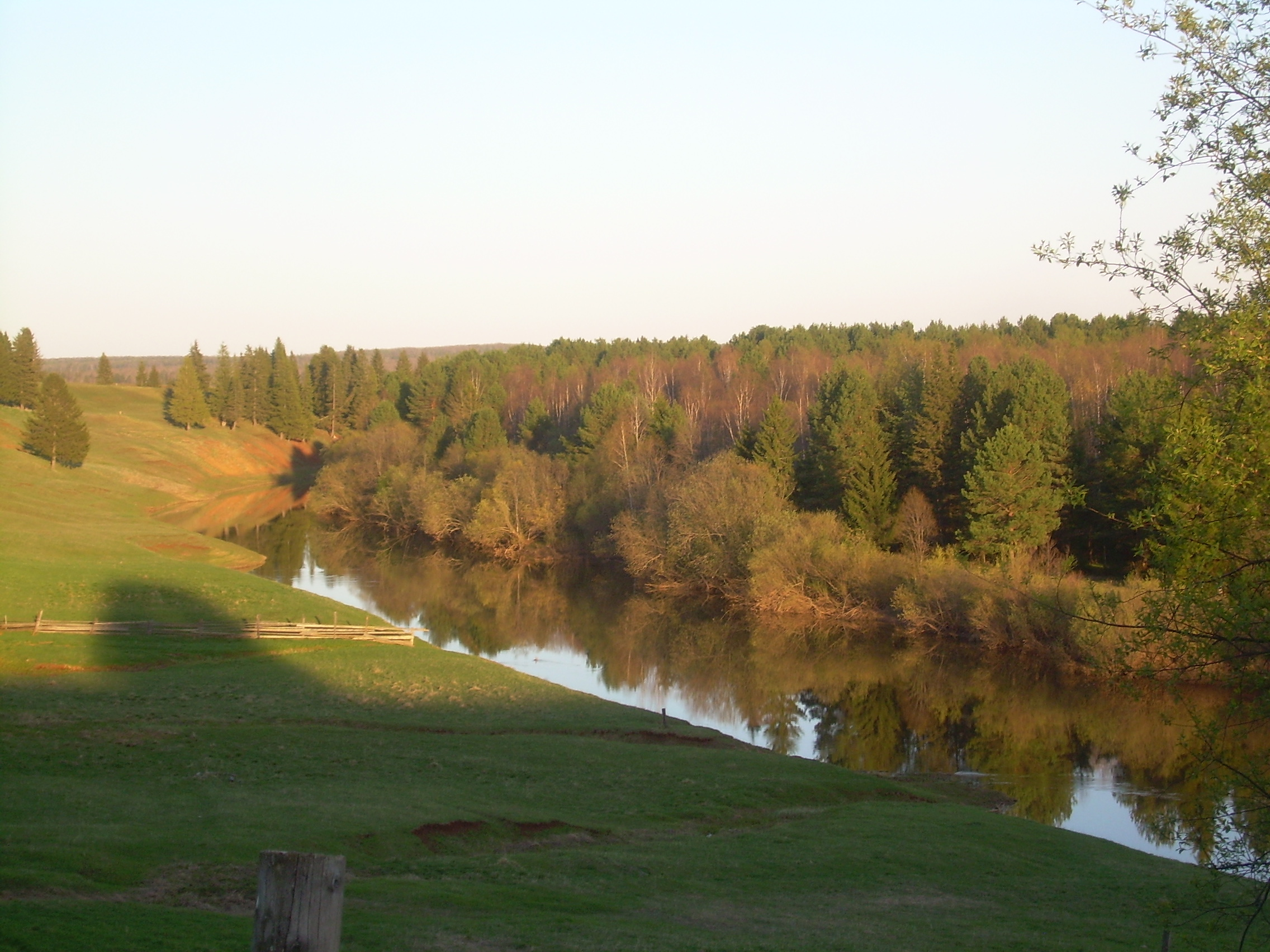

57°58′41″N 53°00′18″E / 57.97806°N 53.00500°E
巴列濟諾區（俄语：Балезинский район），是俄羅斯的一個區，位於該國西南部，由烏德穆爾特共和國負責管轄，始建於1929年7月15日，面積2,434.7平方公里，2010年人口34,617，人口密度每平方公里14.22人。